# Аидонохори (Кожани)
Аидонохори (грч. Αηδονοχώρι) је насељено место у општини Горуша у периферији Западна Македонија, Грчка. Према попису из 2021. године био је 31 становник.
На попису из 1913. године Аидонохори су имали 213 житеља Грка.